# Bert Verhagen
Gijsbertus Johannes (Bert) Verhagen (Breda, 8 november 1966) is een Nederlands voormalig profvoetballer.

## Loopbaan
Verhagen maakte op 25 mei 1985 zijn debuut in het betaald voetbal voor PSV, thuis tegen Sparta Rotterdam (0-0). Daarna werd hij drie seizoenen uitgeleend aan VVV, maar halverwege het seizoen 1988/89 naar Eindhoven teruggehaald ter tijdelijke vervanging van de geblesseerde Ivan Nielsen. In 1990 liet PSV de centrale verdediger naar Roda JC vertrekken. Daar speelde hij eveneens drie seizoenen. Verhagen speelde verder nog voor Willem II en Go Ahead Eagles. Na zijn voetbalcarrière verhuisde Verhagen naar Curaçao, waar hij een horeca-gelegenheid begon.

## Statistieken
| Seizoen         | Club            | Competitie      | Competitie | Competitie | Beker | Beker | Overige | Overige | Totaal | Totaal |
| Seizoen         | Club            | Competitie      | Wed.       | Dlp.       | Wed.  | Dlp.  | Wed.    | Dlp.    | Wed.   | Dlp.   |
| --------------- | --------------- | --------------- | ---------- | ---------- | ----- | ----- | ------- | ------- | ------ | ------ |
| 1984/85         | PSV             | Eredivisie      | 3          | 0          | 1     | 0     | 0       | 0       | 4      | 0      |
| 1985/86         | PSV             | Eredivisie      | 0          | 0          | 0     | 0     | 0       | 0       | 0      | 0      |
| 1986/87         | → VVV           | Eredivisie      | 33         | 0          | 3     | 0     | 2       | 0       | 38     | 0      |
| 1987/88         | → VVV           | Eredivisie      | 20         | 1          | 5     | 0     | 5       | 0       | 30     | 1      |
| 1988/89         | → VVV           | Eredivisie      | 20         | 3          | 2     | 0     | —       | —       | 22     | 3      |
| 1988/89         | PSV             | Eredivisie      | 5          | 0          | 1     | 0     | 0       | 0       | 6      | 0      |
| 1989/90         | Roda JC         | Eredivisie      | 31         | 2          | 0     | 0     | —       | —       | 31     | 2      |
| 1990/91         | Roda JC         | Eredivisie      | 22         | 2          | 4     | 2     | —       | —       | 26     | 4      |
| 1991/92         | Roda JC         | Eredivisie      | 29         | 2          | 4     | 1     | —       | —       | 33     | 3      |
| 1992/93         | Willem II       | Eredivisie      | 20         | 1          | 1     | 0     | —       | —       | 21     | 1      |
| 1993/94         | Willem II       | Eredivisie      | 2          | 0          | 0     | 0     | —       | —       | 2      | 0      |
| 1994/95         | Go Ahead Eagles | Eredivisie      | 7          | 0          | 0     | 0     | —       | —       | 7      | 0      |
| Carrière totaal | Carrière totaal | Carrière totaal | 192        | 11         | 21    | 3     | 7       | 0       | 220    | 14     |